# New Radicals
New Radicals (geschreven als Иew Radicals) was een Amerikaanse alternatieve-rockband uit Los Angeles die actief was tussen 1997 en 1999. De band scoorde een grote hit met hun debuutsingle You Get What You Give. Bij de inauguratie van Joe Biden als 48e president van de Verenigde Staten in 2021 kwam een deel van de band bijeen om dit nummer ten gehore te brengen.
Frontman Gregg Alexander was de drijvende kracht achter de band; hij schreef en produceerde alle nummers. Het enige andere permanente lid van de band was toetsenist Danielle Brisebois.

## Geschiedenis
Gregg Alexander debuteerde in 1989 met zijn soloalbum Michigan rain. Het album werd een flop en ook zijn tweede album Intoxifornication werd geen succes. Hierop besloot hij muziek te gaan schrijven voor andere artiesten. Van het geld dat hij hiermee verdiende, ging Alexander op reis. Na terugkomst tekende hij bij MCA en kreeg hij $600.000 om een album te gaan maken. Alexander verzamelde een groep vrienden en nam Maybe You've Been Brainwashed Too op.
Het album werd een groot succes, met name in het Verenigd Koninkrijk (VK) waar het piekte op #10 in de UK Albums Chart. De single You Get What You Give werd eveneens goed ontvangen. In 1999 zegde de band een optreden op Rockfest en een tour door het VK af. Er ontstonden geruchten dat de band opgeheven zou worden, maar volgens MCA zou er een bandlid ziek zijn. Er werden opnames gemaakt voor de videoclip van de tweede single Someday We'll Know, maar twee weken voor het uitbrengen ervan kondigde Alexander dan toch aan dat de band werd opgeheven. De redenen die hij opgaf waren vermoeidheid vanwege het constante promoten van het album en dat hij niet langer als one-hit wonder gezien wilde worden. Hij besloot verder te gaan als producer voor andere artiesten.
In 2012 schreven Alexander en Danielle Brisebois het nummer Forward ter ondersteuning van Barack Obama's campagne voor een tweede termijn als president van de Verenigde Staten. Op 20 januari 2021 kwam de band bij elkaar voor een eenmalig optreden tijdens de inauguratie van Joe Biden waar ze You Get What You Give speelden.

## Discografie

### Studioalbum
- Maybe You've Been Brainwashed Too, 1998

### Singles
- You Get What You Give, 1998 (Alarmschijf in 1999)
- Someday We'll Know, 1999